# Koralówka sosnowa

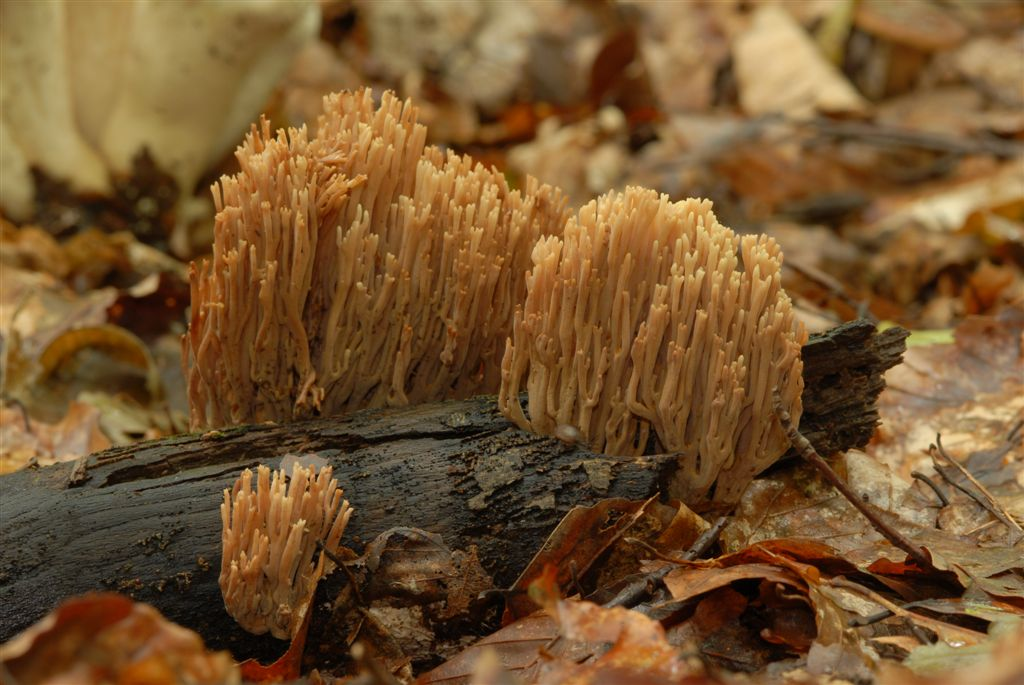

Koralówka sosnowa (Phaeoclavulina eumorpha (Pers.) Giachini) – gatunek grzybów z rodziny siatkoblaszkowatych (Gomphaceae).

## Morfologia
Bazydiokarp
Grzyb klawarioidalny. Owocniki średniej wielkości, o szerokości 30–80 mm i wysokości do 50 mm, krzaczaste, bogato rozgałęzione. Gałązki są wyprostowane, cylindryczne, o średnicy 1–2,5 mm, początkowo ochrowożółte, potem stopniowo coraz ciemniejsze, w końcu ciemno ochrowobrązowe, zakończone dwoma lub trzema, zwykle nieco jaśniejszymi szczytami. Gałązki podstawne wyrastają z krótkiego, ale wyraźnie zróżnicowanego trzonu o wymiarach 10–25 × 5–15 mm, u podstawy pokrytego kremową lub żółtą grzybnią. Miąższ białawy, kremowy lub żółteoochrowy, elastyczny i jędrny, niezmieniający się po przecięciu i uszkodzeniu. W reakcji z KOH zmienia kolor na różowy. Zapach niewyraźny lub lekko kwaśny, smak gorzki.
Cechy mikroskopowe
System strzępkowy monomityczny. Strzępki górnych gałązek luźno równoległe, nieprzylegające, splątane, cienkościenne, z ampułkowatymi zgrubieniami i pętelkami, jajowate do elipsoidalnych, szkliste, o średnicy do 8 µm, często z amorficznymi lub nieregularnie czworobocznymi kryształkami. Strzępki ryzomorfów podobne, splątane, z ampułkowatymi obrzękami o średnicy do 12 µm, z pętelkami, zasadniczo jajowate do półkulistych, o ściankach pogrubionych do 1,5 µm w obszarach przylegających do pętelek, gładkie, o średnicy do 7,5 µm z nielicznymi kryształkami. Podstawki, 30–45 × 7,5–9 µm, maczugowate, z 4 sterygmami, czasem z dwoma, smukłe, długie, proste do lekko zgiętych, u nasady skręcone, początkowo o jednorodnej zawartości, w stanie dojrzałym z kilkoma małymi gutulami. Bazydiospory szeroko łezkowate lub szeroko elipsoidalne, oglądane z profilu szorstkie, pokryte licznymi małymi, ostrymi i stożkowatymi kolcami, o wysokości do 1 µm, cienkościenne lub z lekko pogrubioną do 0,3 µm ścianą, o zawartości jednorodnej lub z matową gutulą, ochrowożółte, 6,3–10 × 3,3–4,8 µm, Q = 1,67–2,44, średnia Q = 1,94.
Gatunki podobne
Na podobnych siedliskach rośnie nieco mniejsza koralówka zwiędła (Phaeoclavulina flaccida), odróżniająca się także białą grzybnią i inną ornamentacją zarodników.

## Systematyka i nazewnictwo
Pozycja w klasyfikacji: Phaeoclavulina, Gomphaceae, Gomphales, Phallomycetidae, Agaricomycetes, Agaricomycotina, Basidiomycota, Fungi (według Index Fungorum).
Po raz pierwszy opisał go w 1882 r. Petter Adolf Karsten, nadając mu nazwę Clavariella spinulosa var. Eumorpha. Obecną nazwę nadał mu Admir J. Giachin w 2011 r.
Ma 10 synonimów. Niektóre z nich:
- Clavaria flaccida var. invalii (Cotton & Wakef.) J. Favre, Mat. fl. crypt. Suisse 10(3): 32 (1948)
- Ramaria eumorpha (P. Karst.) Corner 1950
- Ramaria invalii (Cotton & Wakef.) Donk 1933[4].

W 1992 r. Władysław Wojewoda nadał mu polską nazwę koralówka sosnowa (dla synonimu Ramaria eumorpha). Jest niespójna z aktualną nazwą naukową.

## Występowanie i siedlisko
Znane jest występowanie koralówki sosnowej w Ameryce Północnej (w tym na Alasce), Europie, Azji i w jednym miejscu w Ameryce Południowej. W Europie jej północna granica zasięgu sięga po północne wybrzeża Półwyspu Skandynawskiego. W Polsce W. Wojewoda w 2003 r. przytoczył 10 stanowisk, w późniejszych latach podano następne, a najbardziej aktualne i liczne podaje internetowy atlas grzybów. Znajduje się w nim na liście gatunków zagrożonych, wartych objęcia ochroną.
Grzyb naziemny, mykoryzowy. Występuje w lasach iglastych i mieszanych na opadłym igliwiu, rzadziej w lasach liściastych wśród opadłych liści i pniaków. Owocniki zwykle pojawiają się grupkami, szczególnie często pod świerkami, sosnami i modrzewiami, głównie od lipca do października.
Grzyb niejadalny.